# Amadigi di Gaula
Amadigi di Gaula es una ópera de Georg Friedrich Händel (HWV 11) en tres actos. Händel escribió la partitura en 1715 en solo un mes. El autor del libreto no se conoce con exactitud. 
Durante largo tiempo se ha atribuido a John Jacob Heidegger, pero según trabajos recientes, es más probable que el libreto fuera obra de Giacomo Rossi o de Nicola Francesco Haym. Este último, libretista de Giulio Cesare y de Tamerlano igualmente, se habría inspirado en el Amadis de Quinault (musicalizado por Lully, 1684) y el libreto de Antoine Houdar de La Motte para la opera Amadis de Grèce de André Cardinal Destouches, 1699.

## La obra
El libreto es de un autor aún no consensuado, pues se reconocía a John Jacob Heidegger como éste aunque también se ha considerado a Giacomo Rossi o Nicola Francesco Haym como posibles autores. 
La obra de Händel se estrenó el 25 de mayo de 1715 en el teatro Her Majesty’s de Londres, teniendo en su interpretación original al famoso castrato Nicolò Grimaldi. La ópera fue recibida con un gran éxito, siendo representada diecisiete veces en Londres y un número similar de veces en Hamburgo con un título diferente, Oriana. Luego cayó en el olvido hasta su recuperación en 1929 en Osnabrück, Alemania y en 1968 en Inglaterra. Actualmente, se representa poco; en las estadísticas de Operabase aparece con sólo 4 representaciones en el período 2005-2010.
El manuscrito original de Händel desapareció, siendo conocida únicamente una edición del libreto de 1715.

## Personajes
| Personaje | Tesitura      | Reparto del estreno             |
| --------- | ------------- | ------------------------------- |
| Amadigi   | alto castrato | Nicolò Grimaldi                 |
| Oriana    | soprano       | Anastasia Robinson              |
| Melissa   | soprano       | Elisabetta Pilotti-Schiavonetti |
| Dardano   | alto          | Diana Vico                      |
| Orgando   | soprano       | (desconocido)                   |

## Sinopsis
Amadigi, un paladín, y Dardano, el Príncipe de Tracia, están ambos enamorados de Oriana, hija del rey de las Islas Afortunadas. Oriana prefiere a Amadigi. También Melissa la hechicera quiere atraer a Amadigi, intentado capturarlo por los efectos de diferentes hechizos, escritos, e incluso amenazas. 
Amadigi se enfrenta a diversos espíritus y furias, y en un duelo mata a Dardano. Melissa convoca el fantasma de Dardano para que le ayude en su venganza, pero el fantasma dice que los dioses están predispuestos a proteger a Amadigi y Oriana. Orgando, tío de Oriana y brujo él mismo, desciende del cielo en un carro y bendice la unión de Amadigi y Oriana. Una danza de pastores concluye la ópera.

## Selección de grabaciones
- Erato 2252 454902: Nathalie Stutzmann, Bernarda Fink, Eiddwhen Harrhy, Jennifer Smith, Les Musiciens du Louvre, Marc Minkowski, director de orquesta.
- Ingenuo AM 133: María Riccarda Wesseling, Elena de la Merced, Sharon Rostorf-Zamir, Jordi Domènech; Al Ayre Español, Eduardo López Banzo. Fecha de publicación: 26 de febrero de 2008.

## Fuente
- Esta obra contiene una traducción  derivada de «Amadigi di Gaula » de Wikipedia en inglés, publicada por sus editores bajo la Licencia de documentación libre de GNU y la Licencia Creative Commons Atribución-CompartirIgual 4.0 Internacional.